# TAKANE
TAKANEは日本の女性俳優、アーティスト、デザイナー、クリエイター、起業家。株式会社Takane.E.Office代表。海外での活動名はTakane Ezoe。本名は江副敬子（えぞえたかね）。
父親は株式会社リクルートの創業者、江副浩正。神奈川県逗子市出身。慶應義塾大学文学部美学美術史学科卒業。東京都港区西新橋にウクライナ避難民支援のためのレストラン「スマチノーゴ」を企画し開業、運営をしていた。閉店後はYouTube番組「スマチノーゴの料理教室」を制作するなど、支援を継続している。
なお、俳優のマネジメント業務は、日本では松竹芸能株式会社に委託し、イタリアでは Film Studio Effe に所属している。

## 来歴・人物
イタリアに在住経験があり、6ヶ国語を話す（イタリア語、フランス語、スペイン語、英語、中国語、日本語）。
旧大検（大学入学資格検定、現・高等学校卒業程度認定試験）を経て、慶應義塾大学に入学した。慶應義塾大学では、文学部において美学美術史学科を専攻。「パフォーミング・アーツ」の分野で学士号を取得後、フィレンツェの美術学校やミラノ市立美術大学に通いながら、アーティストとしての活動を開始した。同時にローマとミラノの演劇学校にも通い、イタリア語で芝居を勉強し、芸能活動も始めた。
日本文化にも造詣があり、日本舞踊は花柳流の名取である（名取名は「鴎美正」おうみせい）。他に、着付けの講師資格や、きもの文化検定3級、京都・観光文化検定2級なども取得している。

## 出演

### 映画
- パーネ・ダル・チエロ（2017年公開、ジョヴァンニ・ベデスキ監督）[10] － リン 役（イタリア映画）
- 種まく旅人 〜華蓮のかがやき〜（2021年公開、井上昌典監督、松竹）[11]－ 市役所の客 役
- 親のお金は誰のもの 〜法定相続人〜（2023年公開、田中光敏監督）[12]－ 中年夫婦の妻 役
- 種まく旅人（2025年公開、篠原哲雄監督）

### テレビドラマ
- 必殺仕事人2020 （2020年放映、石原興監督）－ 居酒屋の店員 役

### 舞台
- Itamy[13][14][15]（2009-2012年）主演　イタリア
- 私とアンナ・カレーニナ（lo e Anna Karenina）（2010-2012年） － アンナ・カレーニナ 役　イタリア

### ミュージック・ビデオ
- Identità (Claudia Cervelli)[16]　2010年 - イタリア
- Il Cielo (Veronica Vitale)[17]　2011年 - イタリア
- Meglio prima (J-Ax)[18]　2011年 - イタリア
- Sei bellissima (Sheky)[19]　2012年 - イタリア
- Belen (Steve Forest)[20]　2012年 - イタリア
- La Metà di Niente (Midad de Nada) (Nek & Sergio Dalma)[21]　2013年 - イタリア

### CM
- マクドナルド[22]（ファーストフード）　2010年 - イタリア
- Misa（冷蔵庫）　2011年 - イタリア
- Lay’s（ポテトチップス）　2012年 - スペイン
- Telecom（携帯電話）　2012年 - イタリア
- Caffè Covim[23]（コーヒー）　2013年 - イタリア
- Dr.CiLabo（基礎化粧品）　2014年 - 日本
- HOYA[24]（眼鏡レンズ）　2014年 - 日本
- キッコーマン（健康食品）　2014年 - 日本
- Daily Sushi（テイクアウト寿司）　2014年 - イタリア
- エプタ[25]（自動販売機）　2016年 - イタリア
- Illy Caffè（コーヒー）　2017年 - イタリア
- モンチッチ（ぬいぐるみ）　2017年 - イタリア

### VR映像作品
- 番町皿屋敷（2019年、前原康貴監督、松竹）－ 奥方 役

### 短編映画
- What happens in Vegas, stay in Vegas － 賭博者 役（イタリア）

### 社内映像
- Nestlè 社員向け健康促進用映像（2018年）－ 社員 役（スイス）

### その他
- オペラコンサート「Joint Concert」（サントリーホール）[26]　2009年 － インタビュアー／司会
- アニメ「McTucky Fried High」エピソード 4-5（英語→日本語）[27]　2015年 － 吹き替え
- 京都国際映画祭「ヒストリカ」特典映像 　2020年  － ナレーション

## その他のメディア出演

### TV
- Rai　イタリア国営 ニュース　2012年3月12日（アーティスト／俳優として）[28]
- Sky　イタリア民放 特集　2012年３月16日（アーティスト／俳優として）[29]
- 岩手めんこいテレビ／フジテレビ ニュース　2014年9月30日（デザイナー／クリエーターとして）[30]
- 岩手放送 ニュース　2014年9月28日（デザイナー／クリエーターとして）[31]
- テレビ岩手 ニュース　2014年9月28日（クリエーター／デザイナーとして）[32]
- NHK おはよう日本 ニュース　2022年11月17日（避難民支援者として）[33]
- 台湾民視新聞　台湾民放 ニュース　2023年2月19日（避難民支援者として）[34]
- NHK おはよう日本 特集　2023年3月3日（避難民支援者として）[35]
- Voice of Ameria　アメリカ国営 ニュース　2023年6月24日（避難民支援者として）[36][37]

### ラジオ
- Rai　イタリア国営放送　2012年3月12日（アーティスト／俳優として）[38]
- Radio Popolare　イタリア民放　2012年3月16日（アーティスト／俳優として）[39]
- NHK Nらじ 特集　2022年11月16日（避難民支援者として）[40]
- ニッポン放送　2023年2月9日（避難民支援者として）[41]
- TBS 人権TODAY　2023年6月3日（避難民支援者として）[42]
- 文化放送　2023年7月18日（避難民支援者として）[43]

### YouTube
- 八幡平Fan　2014年9月30日（クリエーター／デザイナーとして）[44]
- アンナ・ミッチェル　2022年9月20日（避難民支援者として）[45]
- 池上彰と増田ユリヤのYoutube学園　2023年5月3日（避難民支援者として）[46]
- 国連UNHCR協会　2023年12月14日（避難民支援者として）[47]
- 散歩の達人　全力編集長　2024年3月8日（避難民支援者として）[48]

### 雑誌
- レタスクラブ　1992年11月5日 臨時増刊号（料理研究家として）[49]
- レタスクラブ　1993年3月10日号（料理研究家として）[49]
- 栄養と料理　1993年6月号（料理研究家として）
- ESSE　1994年2月号（料理研究家として）
- きょうの料理　1994年4月号（料理研究家として）
- きょうの料理　1995年11月号（料理研究家として）
- マンション・アイ N.17　1996年（デザイナーとして）
- Elite Interior Magazine　ロシアのインテリア雑誌　2012年（デザイナーとして）[50]
- Top装黄世界　中国のインテリア雑誌　2012年（デザイナーとして）[51]
- Construir N.166  ブラジルのインテリア雑誌　2013年（デザイナーとして）[52]
- House Design vol.3　韓国のインテリアカタログ  2013年（デザイナーとして）[53]
- La Casa Elixir N.62  イタリアのインテリア雑誌　2015年（デザイナーとして）[54]
- 散歩の達人 N.322　2023年1月号（避難民支援者として）[55][56]
- MORE　2023年5月号（避難民支援者として）[57][58]
- 東京人 N.466　2023年6月号（避難民支援者として）[59]

## 主な美術展
- 無題（個展）パラッツォ・コルシーニ内「レストラン・コルシーニ」 － 2002年（イタリア・フィレンツェ）
- To Call Mind（集合展）モンダドーリ書店内イベントスペース － 2007年（イタリア・ヴェネツィア）
- International Arte Expo Miami（アートフェア） － 2007年（アメリカ・マイアミ）
- Di Stagione in Stagoine[60]（個展）アリプランディ・ギャラリー － 2008年（イタリア・ミラノ）
- Miscellanea （集合展）パラッツォ・ガンデーニ・ブーニャ － 2008年（イタリア・ヴィラフランカ）
- 1000 Artisti a Palazzo（集合展）パラッツォ・チェーザレ・アレーゼ・ボロメーオ － 2009年（イタリア・ミラノ）
- 無題（個展）ミラモンテ・グランデ・マジェスティック・ホテル － 2009年（イタリア・コルティーナ）
- Breaking Walls（集合展）マタロン・ファンデーション － 2009年（イタリア・ミラノ）
- ll Giappone tra realismo e astratto[61]（集合展）タッコーリ・ギャラリー － 2010年（イタリア・ミラノ）
- Freedom（集合展）ボルツァーノ市立美術館 － 2010年（イタリア・ボルツァーノ）
- Segni-Sogni（集合展）パラッツォ・キジ・ゾンダダーリ － 2010年（イタリア・シエナ）
- Young Showcase（コンクール）モンテ・アウルンチ美術館 － 2010年（イタリア・カゼルタ）
- レッチェ・ビエンナーレ（コンクール）カルロ５世の城 － 2010年（イタリア・レッチェ）
- Fari nella Città（コンクール）トリノ市立自動車教習所連盟 － 2010年（イタリア・トリノ）
- 1° Gola / 7 - Seven（集合展）ヴィラ・ヴァンヌッキ － 2010年（イタリア・ナポリ）
- Impegno D'Arte[62]（コンクール）シチリア州パレルモ市立近代美術館モンレアル － 2011年（イタリア・パレルモ）
- イタリア統一から150年（集合展）ヴァレンティーノの王城 － 2011年（イタリア・トリノ）
- イタリア統一から150年[63]（集合展）イタリア文化研究所 － 2011年（デンマーク・コペンハーゲン）
- Targa d’Oro Città di Gubbio（コンクール）グッビオ市立領事館 － 2011年（イタリア・グッビオ）
- Di Stagione in Stagoine（個展）モームス・ギャラリー － 2011年（イタリア・トリノ）
- I Maestri Italiani del Colore I（集合展）ジェームス・ジョイス・センター － 2011年（アイルランド・ダブリン）
- I Maestri Italiani del Colore II（集合展） ベルリン・テンペルホーフ空港内イベントセンター － 2011年（ドイツ・ベルリン）
- Great Exhibition 150 Artisti Fratelli in Italia （集合展）ーモンテ・フルメンタリオの館 － 2011年（イタリア・アッシジ）
- City of Flower（集合展）ホテル・ドームス Florentiae － 2011年（イタリア・フィレンツェ）
- Di Stagione in Stagoine[64]（個展）グッビオ市立領事館別館 － 2011年（イタリア・グッビオ）
- ローマ・トリエンナーレ（集合展）聖使徒聖堂 － 2011年（イタリア・ローマ）
- Salon Art Shopping（アートフェア）フランス国立ルーヴル美術館カセロル － 2011年（フランス・パリ）
- 西洋の美／日本の美[65]（２人展）トリノ市立ロヴェレ城－ 2011年（イタリア・ミラノ）
- Emozione d’Arte （集合展）The Brick Lane Gallery Annexe － 2011年（イギリス・ロンドン）
- Imagine, New Art World Future （集合展）33 Collective Zhou B. Art Center － 2011年（アメリカ・シカゴ）
- 100 anni di Sperimentazione creativa （集合展）イタリア文化研究所 － 2011年（チェコ・プラハ）
- 無題（集合展）Amsterdam Whitney Gallery － 2011年（アメリカ・ニューヨーク）
- Made in Japan - L'Estatica del Fare[13][14][15]（集合展）ミラノ市立デザイン美術館トリエンナーレ － 2012年（イタリア・ミラノ）
- Di Stagione in Stagione（個展）Turri Giosuè & Mosè 1870 － 2012年（イタリア・ミラノ）
- Di Stagione in Stagione[66]（個展）カンデラーラ村立美術館 － 2012年（イタリア・ペーザロ）
- Uno Sguardo al Futuro（集合展）Rayko Alekiev ギャラリー － 2012年（ブルガリア・ソフィア）
- Territorio Uomo Territorio[67][68]（集合展）トリノ市立自然科学博物館 － 2012年（イタリア・トリノ）

## 主なクリエイト作品（プロデュース）
- 建築「T House」[69][70] イタリア・ミラノ市　2012年竣工
- 顕彰碑「Ezoe Momument」[71] 岩手県八幡平市安比高原　2014年落成
- 展覧会「江副さんありがとう記念展」[72] 岩手県八幡平市安比高原　2014年開催
- コンサート「江副さん顕彰碑落成コンサート」[73][74] 岩手県八幡平市安比高原　2014年開催
- コンサート「江副さん追悼コンサート」[75][76] 岩手県八幡平市ホテル安比グランド（現ANAクラウンプラザリゾート安比高原）　2014年開催
- 出版「江副さんありがとう＠APPI 1089 Thanks Messages」　2015年刊行
- 出版「EM写真集 Ezoe Monument Photography」[77]　2016年刊行
- レストラン「スマチノーゴ」[3][78][79] 東京都港区西新橋　2022年-2023年営業
- YouTube番組「スマチノーゴの料理教室」[4]　2023年-2024年公開

## 主なデザイン作品
- T House[69][70]（イタリア・ミラノ）　2012年
- T Gallery[80]（イタリア・ミラノ）　2012年
- O Residence[81]（イタリア・ミラノ）　2012年
- E Monument[71][75][76]（日本・岩手県八幡平市）　2014年
- S Restaurant[3][79][82]（日本・東京都港区）　2022年

## 主な受賞歴
- 料理 「レタスクラブ」読者コンクール入賞[83]（日本）
- 料理 「ESSE」読者コンクール入賞[83]（日本）
- アート「奨励賞」（カゼルタのMAGMA美術館「Young Showcase」にて）　2010年（イタリア）
- アート「奨励賞」（第1回「レッチェ・ビエンナーレ」にて）　2010年（イタリア）
- アート 「スポンサー特別賞」（トリノ市立自動車教習所連盟による美術展「Fari nella Città」にて）[84]　2010年（イタリア）
- アート 「2010年度 聖サラ・アカデミー賞」（アレッサンドリア「聖サラ・アカデミー」より）[85]　2010年（イタリア）
- アート 「審査員特別賞」（パレルモ市立近代美術館に於ける国際コンクール「Impegno D'Arte」にて）[62]　2011年（イタリア）
- アート 「ミケランジェロのダビデ賞」（「Italia in Arte 文化協会」より）　2011年（イタリア）
- アート 「第2位」（文化協会Nautarisによる国際コンクール「Targa D’Oro」にて）[86]　2011年（イタリア）
- アート 「L’Unità d’Italia 大賞」（タラントの「国際ディオスクーリ・アカデミー」より）
- アート 「キャリア賞」（「フィレンツェ中心街ギャラリー連盟」より）[62]　2011年（イタリア）
- アート 「第3位」（「パレルモ芸術振興協会の国際コンクール」より）[87]　2011年（イタリア）